# Liste der Stolpersteine in Geldern
Die Liste der Stolpersteine in Geldern enthält alle Stolpersteine, die im Rahmen des gleichnamigen Projekts von Gunter Demnig in Geldern verlegt wurden. Mit ihnen soll an Opfer des Nationalsozialismus erinnert werden, die in Geldern lebten und wirkten.

## Verlegte Stolpersteine
| Nr. | Person, Inschrift | Adresse             | Bild | Verlege- datum | Weitere Informationen |
| --- | --- | ------------------- | ---- | -------------- | --- |
| 026 | Hier wohnte Anna Körbchen geb.Stern Jg.1861 deportiert 1943 Theresienstadt ermordet Nov 1943                                                        | Bahnhofstraße 9 ·   |      | 17. Aug. 2012  | Anna Stern wurde am 7. Juni 1861 als Tochter von Gustav Joseph Stern und seiner Ehefrau Malvine Stern in Königsberg (Preußen), Ostpreußen geboren. Sie heiratete Simon Siegmund Körbchen, zwei Kinder sind bekannt: Friedrich und Ruth. Aus Geldern wurde Anna über Berlin mit dem Transport I/91, č. 12411 (Berlin -> Theresienstadt) am 19. April 1943 in das KZ Theresienstadt deportiert, wo sie am 15. November 1943 ermordet wurde. |
| 027 | Hier wohnte Friedrich Körbchen Jg.1894 unfreiwillig verzogen 1941 Berlin deportiert 1943 Theresienstadt ermordet 23.10.1944 Auschwitz               | Bahnhofstraße 9 ·   |      | 17. Aug. 2012  | Friedrich Körbchen wurde am 11. Juni 1894 als Sohn von Simon Siegmund Körbchen und seiner Ehefrau Anna Körbchen, geb. Stern in Geldern geboren, eine Schwester (Ruth) ist bekannt. Nach einem unfreiwilligen Umzug nach Berlin im Jahr 1941 wurde Friedrich von dort am 16. Juni 1943 mit dem Transport I/96, No. 13048 ins Ghetto Theresienstadt verbracht und von dort aus am 23. Oktober 1944 mit dem Transport Et, No. 245 ins Vernichtungslager Auschwitz deportiert, wo er ermordet wurde. |
| 028 | Hier wohnte Max Rath Jg.1884 unfreiwillig verzogen 1940 Mannheim deportiert 1940 Gurs ermordet 14.8.1942 Auschwitz                                  | Bahnhofstraße 9 ·   |      | 17. Aug. 2012  | Max Rath wurde 20. März 1884 in Geldern geboren, als Beruf wird Textilgroßhändler angegeben. Er wohnte ab 1913 in Mannheim, am 22. Oktober 1940 wurde er mit Teilen seiner Familie ins Internierungslager Gurs verbracht. Von dort aus ging es – über das Sammellager Drancy – am 14. August 1942 mit dem Transport 19, Zug 901-14 mit der Häftlingsnummer 104905 ins Vernichtungslager Auschwitz, wo er ermordet wurde. Max war übrigens über viele Jahre ein großzügiger Mäzen des VfR Mannheim (u. a. des späteren Bundestrainers Sepp Herberger, als dieser noch Spieler war). |
| 029 | Hier wohnte Max Franken Jg.1865 unfreiwillig verzogen 1942 Köln deportiert 1942 Theresienstadt ermordet in Treblinka                                | Bahnhofstraße 9 ·   |      | 17. Aug. 2012  | Max Franken wurde am 23. Juni 1865 als Sohn des Ehepaares Bernard Franken und Emilie Franken, geb. Spier in Geldern geboren. Er heiratete Natalie Fassbender, Kinder sind nicht bekannt. Nach einem unfreiwilligen Umzug nach Köln im Jahr 1942 wurde Max von dort aus am 15. Juni 1942 mit dem Transport III/1, No. 541 ins Ghetto Theresienstadt verbracht. Am 19. September 1942 wurde er mit dem Transport Bo, Zug Da 83, No. 1468 ins Vernichtungslager Treblinka deportiert, wo er ermordet wurde (Strittig: Diese Quelle gibt das Ghetto Minsk als Todesort an). |
| 030 | Hier wohnte Georg Gerson Jg. 1886 deportiert Izbica ???                                                                                             | Bahnhofstraße 36 ·  |      | 17. Aug. 2012  | Georg Gerson wurde am 12. Februar 1886 in Aldekerk geboren. Er heiratete Rosa Passmann, zwei Kinder gingen aus der Ehe hervor: Carola und Herbert. Vom 17. November 1938 bis zum 12. Dezember 1938 wurde er im KZ Dachau als Schutzhäftling inhaftiert. Nachdem Georg im Jahr 1938 nach Essen verzog, wurde er am 22. April 1942 ab Düsseldorf ins Ghetto Izbica deportiert, dort verliert sich die Spur. |
| 031 | Hier wohnte Rosa Gerson geb. Passmann Jg.1893 deportiert Izbica ???                                                                                 | Bahnhofstraße 36 ·  |      | 17. Aug. 2012  | Rosa Passmann wurde am 27. Dezember 1893 in Gelsenkirchen geboren, sie heiratete Georg Gerson, zwei Kinder gingen aus der Ehe hervor: Carola und Herbert. Nachdem Rosa im Jahr 1938 nach Essen verzog, wurde sie am 22. April 1942 ab Düsseldorf ins Ghetto Izbica deportiert, dort verliert sich die Spur. |
| 032 | Hier wohnte Herbert Gerson Jg. 1920 verhaftet 1941 Mauthausen ermordet 12.10.1941                                                                   | Bahnhofstraße 36 ·  |      | 17. Aug. 2012  | Herbert Gerson wurde am 20. Februar 1920 als Sohn von Georg Gerson und Rosa Gerson, geb. Passmann in Geldern geboren, eine Schwester (Carola) ist bekannt. Vom 17. November 1938 bis zum 9. Februar 1939 wurde er im KZ Dachau als Schutzhäftling inhaftiert, wenig später (am 30. März 1939) emigrierte Herbert in die Niederlande. Im Jahr 1941 wurde er ins KZ Mauthausen deportiert, als Todesdatum wird dort der 12. Oktober 1941 angegeben. |
| 033 | Hier wohnte Carola Gerson Jg. 1921 Flucht 1941 Holland interniert Westerbork deportiert 1944 Theresienstadt ermordet 6.10.1944 Auschwitz            | Bahnhofstraße 36 ·  |      | 17. Aug. 2012  | Carola Gerson wurde am 5. Dezember 1921 als Tochter von Georg Gerson und Rosa Gerson, geb. Passmann in Geldern geboren, ein Bruder (Herbert) ist bekannt. Nachdem Carola im Jahr 1941 die Flucht nach Holland gelang, wurde sie im Durchgangslager Westerbork interniert. Von dort wurde sie im Jahr 1944 mit dem Transport XXIV/7, No. 217 ins Ghetto Theresienstadt verbracht, weiter mit dem Transport En, No. 202 ins Vernichtungslager Auschwitz deportiert, wo sie am 6. Oktober 1944 ermordet wurde. |
| 034 | Hier wohnte Gustav Davids Jg. 1885 'Schutzhaft’ 1938 Dachau 1941 Buchenwald ermordet 11.5.1942                                                      | Brühlscher Weg 23 · |      | 17. Aug. 2012  | Gustav Davids wurde 17. Mai 1885 in Geldern geboren, als Beruf wird Kaufmann angegeben. Er heiratete Frieda Heidt, ein Sohn (Fritz) ist bekannt. Vom 17. November 1938 bis zum 12. Dezember 1938 wurde er im KZ Dachau als Schutzhäftling inhaftiert. Im Jahr 1941 wurde Gustav ins KZ Buchenwald deportiert, wo er am 11. Mai 1942 ermordet wurde. |
| 035 | Hier wohnte Frieda Davids geb. Heidt Jg.1897 deportiert 1941 Theresienstadt Schicksal unbekannt                                                     | Brühlscher Weg 23 · |      | 17. Aug. 2012  | Elfriede Grete „Frieda“ Heidt wurde am 20. Januar 1897 in Warburg geboren, sie heiratete Gustav Davids, ein Sohn (Fritz) ist bekannt. Frieda wurde am 21. Juli 1942 ab Düsseldorf ins Ghetto Theresienstadt verbracht und von dort aus am 23. Januar 1943 ins Vernichtungslager Auschwitz deportiert, dort verliert sich ihre Spur. |
| 036 | Hier wohnte Fritz Davids Jg. 1924 'Schutzhaft’ 1938 Dachau 'verlegt’ 2.7.1942 Hartheim ermordet 2.7.1942                                            | Brühlscher Weg 23 · |      | 17. Aug. 2012  | Fritz Davids wurde am 4. April 1924 als Sohn des Ehepaares Gustav Davids und Frieda Davids, geb. Heidt in Geldern geboren. Geschwister sind nicht bekannt, als Beruf wird Student angegeben. Ab dem 5. September 1941 wurde Fritz im KZ Dachau als Schutzhäftling inhaftiert, von dort aus wurde er am 4. Mai 1942 in die Tötungsanstalt Hartheim deportiert, als Todesdatum wird dort der 2. Juli 1942 angegeben (Strittig: Diese Quelle gibt das KZ Dachau als Todesort an). |
| 037 | Hier wohnte Ludwig Rothschild Jg. 1886 unfreiwillig verzogen 1937 Krefeld deportiert 1941 Riga ermordet                                             | Brühlscher Weg 27 · |      | 17. Aug. 2012  | Ludwig Rothschild wurde am 15. März 1886 in Seesbach geboren, er heiratete Emma Zander, Kinder sind nicht bekannt. Nach einem unfreiwilligen Umzug nach Krefeld im Jahr 1937 wurde Ludwig am 11. Dezember 1941 ab Düsseldorf ins Ghetto Riga deportiert, wo er ermordet wurde. |
| 038 | Hier wohnte Emma Rothschild geb. Zander Jg. 1886 unfreiwillig verzogen 1937 Krefeld deportiert 1941 Riga ermordet                                   | Brühlscher Weg 27 · |      | 17. Aug. 2012  | Emma Zander wurde am 8. November 1885 in Wanlo geboren, sie heiratete Ludwig Rothschild, Kinder sind nicht bekannt. Nach einem unfreiwilligen Umzug nach Krefeld im Jahr 1937 wurde Emma am 11. Dezember 1941 ab Düsseldorf ins Ghetto Riga deportiert, wo sie ermordet wurde. |
| 021 | Hier wohnte Jacob Jacob Jg.1871 Flucht 1936 Holland interniert Westerbork deportiert 1942 Auschwitz ermordet 26.1.1943                              | Gelderstraße 5 ·    |      | 17. Aug. 2012  | Jacob Jacob wurde am 21. Januar 1871 geboren, er heiratete Paula Rath, aus der Ehe gingen vier Kinder hervor: Herbert, Otto, Fedor und Richard. Nach seiner Flucht nach Rotterdam im Jahr 1936 wurde Jacob in Westerbork interniert. Von dort aus wurde er 1942 ins Vernichtungslager Auschwitz deportiert, wo er am 26. Januar 1943 ermordet wurde. |
| 022 | Hier wohnte Paula Jacob geb Rath Jg.1880 Flucht 1936 Holland interniert Westerbork deportiert 1942 ermordet in Auschwitz                            | Gelderstraße 5 ·    |      | 17. Aug. 2012  | Paula Rath wurde am 19. Juni 1880 in Geldern geboren, sie heiratete Jacob Jacob, aus der Ehe gingen vier Kinder hervor: Herbert, Otto, Fedor und Richard. Paula emigrierte am 26. August 1937 nach Holland, nach dem Einmarsch der Nazis wurde sie vom 9. Oktober 1942 bis zum 23. Januar 1943 in Westerbork interniert. Von dort aus wurde Paula am 23. Januar 1943 ins Vernichtungslager Auschwitz deportiert, wo sie am 26. Januar 1943 ermordet wurde. |
| 023 | Hier wohnte Herbert Jacob Jg.1909 Flucht 1936 Holland interniert Westerbork deportiert 1942 Auschwitz ermordet 30.9.1942                            | Gelderstraße 5 ·    |      | 17. Aug. 2012  | Herbert Jacob wurde am 17. Februar 1909 als Sohn von Jacob Jacob und seiner Ehefrau Paula Jacob, geb. Rath in Geldern geboren, drei Geschwister sind bekannt: Otto, Fedor und Richard. Nach seiner Flucht nach Holland (vor 1936) wurde Herbert vom 6. August 1942 bis zum 7. August 1942 in Westerbork interniert. Von dort aus wurde er am 7. August 1942 ins Vernichtungslager Auschwitz deportiert, wo er am 30. September 1942 ermordet wurde. |
| 024 | Hier wohnte Richard Jacob Jg.1910 Flucht 1936 Holland interniert Westerbork deportiert Sobibor ermordet 16.7.1943                                   | Gelderstraße 5 ·    |      | 17. Aug. 2012  | Richard Jacob wurde am 5. September 1910 als Sohn von Jacob Jacob und seiner Ehefrau Paula Jacob, geb. Rath in Geldern geboren, drei Geschwister sind bekannt: Herbert, Otto und Fedor. Nach seiner Flucht nach Holland im Jahr 1936 heiratete Richard am 12. Februar 1941 (in Amsterdam) Paulina Jansje Hoogstraal (Tochter von Salomon Hoogstraal und Carolina Hoogstraal, geb. Bernard). Vom 20. Juni 1943 bis zum 13. Juli 1943 wurde Richard im Durchgangslager Westerbork interniert. Am 13. Juli 1943 wurde er von dort aus ins Vernichtungslager Sobibor deportiert, wo er am 16. Juli 1943 ermordet wurde. |
| 025 | Hier wohnte Otto Jacob Jg.1919 Flucht 1936 Holland interniert Westerbork deportiert 1942 Auschwitz ermordet 30.9.1942                               | Gelderstraße 5 ·    |      | 17. Aug. 2012  | Otto Jacob wurde am 20. Januar 1919 als Sohn von Jacob Jacob und seiner Ehefrau Paula Jacob, geb. Rath in Geldern geboren, drei Geschwister sind bekannt: Herbert, Fedor und Richard. Nach seiner Flucht nach Holland im Jahr 1936 wurde Otto vom 31. Juli 1942 bis zum 3. August 1942 im Durchgangslager Westerbork interniert. Am 2. August 1942 heiratete er Louise Goldsteen (Tochter von Solomon Levie Goldsteen und Carolina Goldsteen, geb. van Kam). Am 3. August 1942 wurde er von Westerbork aus ins Vernichtungslager Auschwitz deportiert, wo er am 23. August 1942 ermordet wurde. |
| 007 | Hier wohnte Alfred Kaufmann Jg.1883 Flucht Holland interniert Westerbork deportiert 1943 Auschwitz ermordet 10.9.1943                               | Hartstraße 2 ·      |      | 15. Dez. 2011  | Alfred Kaufmann wurde am 14. Januar 1883 als Sohn von Isidior und Emilie Kaufmann in Geldern geboren und war wohnhaft in Essen und Düren, er hatte sechs Geschwister, bekannt ist Hedwig (*26.02.1885). Er heiratete Ella Mayer (*22.06.1893), aus der Ehe ging ein Sohn hervor: Claus (*07.04.1922). Ab dem 6. Oktober 1942 war Alfred im Durchgangslager Westerbork inhaftiert. Er emigrierte am 13. Januar 1939 in die Niederlande und wurde wieder ab Westerbork am 7. September 1943 in das KZ Auschwitz deportiert, wo er am 10. Oktober 1943 ermordet wurde. Auf Grund fehlender gesicherter Unterlagen wurde er für tot erklärt. |
| 008 | Hier wohnte Karl Israel Kaufmann Jg.1876 Flucht 1937 Holland interniert Westerbork tot 25.7.1943                                                    | Hartstraße 2 ·      |      | 15. Dez. 2011  | Karl Israel Kaufmann (auch Carl Kaufmann) wurde am 04.08.1876 als Sohn von Samuel Isaacson und Emilie Kahn in Geldern geboren (eine andere Quelle gibt den 05.08.1876 und den Geburtsort Dinslaken an), er heiratete am 13.06.1919 in Düren Henriette Mayer (*09.05.1890), Wohnort war Geldern. Im Jahr 1937 emigrierten beide in die Niederlande (1941 waren sie in Amsterdam, Van Breestraat 76 huis gemeldet), beide wurden im Jahr 1943 ins Durchgangslager Westerbork deportiert. Karl Israel verstarb dort am 25.07.1943, wurde am 28.07.1943 eingeäschert und auf dem Jüdischen Friedhof in Diemen (Feld U, Reihe 10, Grab 24) beigesetzt. |
| 009 | Hier wohnte Henriette Kaufmann geb. Mayer Jg.1890 Flucht Holland interniert Westerbork deportiert ermordet in Auschwitz                             | Hartstraße 2 ·      |      | 15. Dez. 2011  | Henriette Mayer wurde am 09.05.1890 als Tochter von David Meyer und Sophie Plaat in Gürzenich geboren. Sie heiratete am 13.06.1919 in Düren Karl Israel Kaufmann (*04.08.1876), Wohnort war Geldern. Im Jahr 1937 emigrierten beide in die Niederlande (1941 waren sie in Amsterdam, Van Breestraat 76 huis gemeldet), beide wurden im Jahr 1943 ins Durchgangslager Westerbork verbracht. Henriette wurde von dort aus im Jahr 1943 nach Auschwitz deportiert, wo sie am 10.09.1943 ermordet wurde. Für ihren Bruder Viktor (*10.06.1888) und seine Söhne wurden am 18.10.2008 in Düren Stolpersteine verlegt. |
| 010 | Hier wohnte Ella Kaufmann geb. Mayer Jg.1893 Flucht Holland interniert Westerbork deportiert 1943 Auschwitz ermordet 10.9.1943                      | Hartstraße 2 ·      |      | 15. Dez. 2011  | Ella Mayer wurde am 22. Juni 1893 in Düren geboren. Sie war wohnhaft in Essen, Geldern und Düren. Am 13. Januar 1939 emigrierte sie in die Niederlande. Sie wurde vom 6. Oktober 1942 bis zum 7. September 1943 im Durchgangslager Westerbork inhaftiert. Von dort aus wurde Ella Kaufmann am 7. September 1943 ins Vernichtungslager Auschwitz deportiert. Am 10. September 1943 wurde sie dort für tot erklärt. |
| 011 | Hier wohnte Claus Kaufmann Jg.1922 Flucht 1934 Holland interniert Westerbork deportiert Auschwitz ermordet 31.3.1944                                | Hartstraße 2 ·      |      | 15. Dez. 2011  | Claus Kaufmann wurde am 7. April 1922 als Sohn des Ehepaares Alfred Kaufmann (*26.02.1885) und Ella Kaufmann, geb. Mayer (*22.06.1893) in Geldern geboren und war wohnhaft in Geldern, Neukirchen und Essen. Am 28. August 1937 emigrierte er in die Niederlande. 1944 wurde er in das KZ Auschwitz deportiert. Auf Grund fehlender gesicherter Unterlagen wurde er für tot erklärt. |
| 012 | Hier wohnte Hedwig Kaufmann Jg.1885 deportiert 1943 Sobibor ermordet 16.4.1943                                                                      | Hartstraße 2 ·      |      | 15. Dez. 2011  | Hedwig Kaufmann wurde am 26.02.1885 als Tochter von Isidior und Emilie Kaufmann in Geldern geboren, sie hatte sechs Geschwister, bekannt ist Alfred (*26.02.1885). Hedwig emigrierte (zu einem unbekannten Zeitpunkt) in die Niederlande. Nach der Verbringung in das Durchgangslager Westerbork wurde Hedwig am 13.04.1943 ins Vernichtungslager Sobibor deportiert, wo sie am 16.04.1943 ermordet wurde. |
| 004 | Hier wohnte Henriette Grethe Engers Jg. 1911 deportiert 1942 Sobibor ???                                                                            | Harttor 21 ·        |      | 15. Dez. 2011  | Henriette Grethe Engers wurde am 8. August 1911 in Geldern geboren, sie war unverheiratet. Nach der Emigration in die Niederlande wurde sie im Durchgangslager Westerbork interniert. Von dort aus wurde sie am 2. März 1943 ins Vernichtungslager Sobibor deportiert, wo sie am 5. März 1943 ermordet wurde. |
| 005 | Hier wohnte Jeanette Passmann geb. Vogelsang Jg. 1878 Flucht Belgien interniert Mechelen deportiert 1943 Auschwitz ermordet August 1943 Natzweiller | Harttor 24 ·        |      | 15. Dez. 2011  | Jeanette Vogelsang wurde am 28. Februar 1878 in Gelsenkirchen geboren, sie heiratete (zu einem unbekannten Datum) Hermann Passmann, zwei Kinder sind bekannt: Kurt (geboren am 20. November 1909 in Geldern, gestorben in den 1990ern in Montreal) und Ilse Henriette (geboren am 9. Februar 1911 in Geldern, heiratet 1934 in Köln Erich Salm und emigriert mit ihm nach Chicago, gestorben im Juli 1989 in Miami). Im Juli 1934 emigrierte sie mit ihrem Ehemann nach Roermond, wo Hermann am 26. Januar 1935 verstarb. Nach dem Einmarsch der Nazis wurde Jeanette vom 15. Februar 1943 bis zum 19. April 1943 im Sammellager Mechelen interniert. Von dort aus wurde sie am 19. April 1943 mit dem Transport XX, No. 686 ins Vernichtungslager Auschwitz verbracht. Am 30. Juli 1943 wurde Jeanette ins KZ Natzweiler-Struthof deportiert, wo sie am 13. August 1943 umgebracht wurde. Auf Anordnung des an der Straßburger Universität lehrenden Anatom August Hirt wurde Jeanette vergast, konserviert und sollten in Hirts anatomischem Museum in Straßburg ausgestellt wurden. Die Sammlung von 86 Leichen sollte beseitigt werden, was aber aus Kriegsgründen nicht gelang. Am 23. Oktober 1945 konnten die Überreste bestattet werden, viele Jahre später konnten ihnen – durch den Historiker Hans-Joachim Lang – ihre Identität zurückgegeben werden. |
| 039 | Hier wohnte Paul Holla Jg. 1900 mehrmals verhaftet von 1933–1935 'Schutzhaft' Kleve Esterwegen schwer misshandelt tot 8.5.1940                      | Herzogstraße 2 ·    |      | 17. Aug. 2012  | Paul Holla wurde im Jahr 1900 in Straelen geboren, er war Lehrer an der Berufsschule in Geldern. Von 1929 bis 1933 gehörte er als erster Sozialdemokrat dem Straelener Stadtrat an. In den Jahren 1933 bis 1936 wurde Paul mehrfach verhaftet und inhaftiert, nach einer Deportation (Dauer anderthalb Jahre) ins KZ Esterwegen kehrte er – schwer misshandelt und erblindet – nach Straelen zurück, wo er am 8. Mai 1940 an den Folgen seiner Haft verstarb. |
| 013 | Hier wohnte Emil Francken Jg.1877 Heimatort verlassen Köln vor Deportation von SS erschossen Köln 22.6.1942                                         | Issumer Straße 1 ·  |      | 15. Dez. 2011  | Emil Francken wurde am 13.03.1877 in Geldern als Sohn von David Fran(c)ken und seiner Ehefrau Sara, geb. Heilbrunn geboren. Emil heiratete am 11.01.1911 in Düsseldorf Martha Seligmann (*09.04.1889), aus der Ehe gingen zwei Kinder hervor: Walter und Elsbeth. Er wurde von Geldern ins Lager Köln-Müngersdorf deportiert und dort von der SS erschossen. |
| 014 | Hier wohnte Martha Francken geb. Seligmann Jg.1889 deportiert 1942 ermordet in Auschwitz                                                            | Issumer Straße 1 ·  |      | 15. Dez. 2011  | Martha Seligmann wurde am 9. April 1889 als Tochter von Jacob Seligmann und Bertha Seligmann, geb. Weinberg in Düsseldorf geboren und war wohnhaft in Köln. Martha heiratete am 11.01.1911 in Düsseldorf Emil Francken (*13.03.1877), aus der Ehe gingen zwei Kinder hervor: Walter und Elsbeth. Sie wurde am 27./28. Juli 1942 ab Düsseldorf mit dem Transport III/2, č. 705 (28. Juli 1942) in das KZ Theresienstadt deportiert und am 12. Oktober 1943 mit dem Transport Eq, č. 383 nach KZ Auschwitz und dort ermordet. |
| 015 | Hier wohnte Moritz Gompertz Jg. 1865 deportiert 1942 Theresienstadt ermordet 1.1.1943                                                               | Issumer Straße 42 · |      | 15. Dez. 2011  | Moritz Gompertz wurde am 19. August 1865 in Geldern geboren. Über Geldern gelangte er nach Bremen und wurde mit dem Transport VIII/1, č. 657 (Hannover -> Terezín) am 24. Juli 1942 in das KZ Theresienstadt deportiert, wo er am 1. Januar 1943 gemäß der Todesfallanzeige an Darmkatarrh verstarb. |
| 016 | Hier wohnte Rosalie Cain Jg.1874 deportiert 1943 Theresienstadt ermordet 12.10.1943                                                                 | Issumer Straße 53 · |      | 15. Dez. 2011  | Rosalie Cain wurde am 25. November 1874 aus Tochter des Ehepaares Carl Cain und Clara Cain, geb. Dreifuss in Geldern geboren, vierzehn Geschwister sind bekannt. Nach einem zwischenzeitlichen Umzug nach Elberfeld wurde Rosalie am 21. Juli 1942 ab Düsseldorf mit dem Transport VII/1, Zug Da 70, No. 94 ins Ghetto Theresienstadt deportiert, wo sie am 12. Oktober 1943 ermordet wurde. |
| 017 | Hier wohnte Maria Hertz geb. Pfingst Jg. 1872 deportiert 1942 Theresienstadt Minsk ermordet                                                         | Issumer Straße 64 · |      | 15. Dez. 2011  | Maria Pfingst wurde am 6. Dezember 1872 in Bischofsburg geboren, sie heiratete an einem unbekannten Zeitpunkt (nur der Familienname – Hertz – ist bekannt). Am 25. Juli 1942 wurde Maria ab Düsseldorf mit dem Transport VII/2, Zug Da 71, No. 514 ins Ghetto Theresienstadt verbracht, von dort weiter am 26. September 1942 mit dem Transport Br, No. 662 ins Vernichtungslager Treblinka deportiert, wo sie ermordet wurde (Strittig: Nach dieser Quelle soll Maria im Ghetto Theresienstadt umgekommen sein). |
| 006 | Hier wohnte Fritz Elias Jg.1878 unfreiwillig verzogen 1941 Berlin deportiert 1942 Riga ermordet 18.8.1942                                           | Markt 6 ·           |      | 15. Dez. 2011  | Fritz Elias wurde am 16. März 1878 in Geldern geboren. Nach dem unfreiwilligen Umzug nach Berlin wurde er ab Berlin am 15. August 1942 mit dem Transport 18, Zug Da 401 ins Ghetto Riga deportiert, wo er am 18. August 1942 ermordet wurde. |
| 001 | Hier stand eine Synagoge geweiht 1875 zerstört 1938                                                                                                 | Nordwall 39 ·       |      | 15. Dez. 2011  | Die Synagoge wurde 1874/75 errichtet und befand sich am Nordwall. In einem Anbau wurde die seit 1850 bestehende jüdische Schule untergebracht. Während des Novemberpogroms 1938 verschafften sich SA-Männer Zugang zur Synagoge und legten Feuer. Das Gebäude brannte bis auf die Umfassungsmauern aus. Die Ruine wurde nach 1945 abgetragen. |
| 002 | Hier wohnte Clara Plaut geb. Hertz Jg.1873 unfreiwillig verzogen 1940 Essen deportiert 1942 Theresienstadt Minsk ermordet                           | Nordwall 49 ·       |      | 15. Dez. 2011  | Clara (Klara) Hertz wurde am 25. April 1873 als Tochter von Avraham und Itshen Hertz in Bochum geboren, sie war verheiratet (nur der Ehename – Plaut – ist bekannt). Ein Sohn – Ernest Plaut – ist bekannt, als Beruf von Clara wird Hausfrau angegeben. Nach ihrem unfreiwilligen Umzug nach Essen wurde Clara am 21. Juli 1942 ab Düsseldorf mit dem Transport VII/1, Zug Da 70, No. 672 ins Ghetto Theresienstadt verbracht und von dort aus am 21. September 1942 mit dem Transport Bp, No. 1886 ins Vernichtungslager Treblinka deportiert, wo sie ermordet wurde (Strittig: Diese Quelle gibt das Vernichtungslager Auschwitz als Todesort an). |
| 003 | Hier wohnte Hilda Heymann Jg.1898 deportiert 1942 Maidanek ermordet                                                                                 | Nordwall 49 ·       |      | 15. Dez. 2011  | Hilda (Hilde) Heymann wurde am 24. Januar 1898 in Geldern geboren. Nach einem (wahrscheinlich unfreiwilligen) Umzug nach Iserlohn im Jahr 1939 wurde Hilda am 28. April 1942 ab Dortmund ins Ghetto Zamość verbracht und weiter in das KZ Majdanek deportiert, wo sie ermordet wurde. |
| 019 | Hier wohnte Luise Nordheim Jg. 1903 Flucht 1939 Holland interniert Westerbork deportiert 1942 Auschwitz ermordet 20.8.1942                          | Westwall 6 ·        |      | 17. Aug. 2012  | Luise Nordheim wurde am 7. März 1903 als Tochter von Salamon Nordheim und seiner Ehefrau Henriette Nordheim, geb. Neukamp in Geldern geboren, eine Schwester ist bekannt: Adele. Luise emigrierte (am 15. September 1939) nach Amsterdam, wurde aber nach dem Einmarsch der Nazis im Durchgangslager Westerbork interniert. Am 15. Juli 1942 wurde sie in das Vernichtungslager Auschwitz deportiert, wo sie am 20. August 1942 ermordet wurde. |
| 020 | Hier wohnte Adele Nordheim Jg. 1906 deportiert 1942 Auschwitz ermordet 30.9.1942                                                                    | Westwall 6 ·        |      | 17. Aug. 2012  | Adele Nordheim wurde am 18. Mai 1906 als Tochter von Salamon Nordheim und seiner Ehefrau Henriette Nordheim, geb. Neukamp in Geldern geboren, eine Schwester ist bekannt: Luise. Adele emigrierte (im Jahr 1934) in die Niederlande, wurde aber nach dem Einmarsch der Nazis im Lager Westerbork interniert. Am 15. Juli 1942 wurde sie in das Vernichtungslager Auschwitz deportiert, wo sie am 30. September 1942 ermordet wurde. |
| 018 | Hier wohnte Hans Passmann Jg. 1902 unfreiwillig verzogen 1941 Essen deportiert 1941 Lodz ermordet 13.2.1942                                         | Westwall 67 ·       |      | 17. Aug. 2012  | Hans Passmann wurde am 30. Mai 1902 in Geldern geboren. Nach einem unfreiwilligen Umzug nach Essen im Jahr 1941 wurde Hans am 27. Oktober 1941 ins Ghetto Litzmannstadt deportiert, wo er am 13. Februar 1942 ermordet wurde. |